# Hilde Krahl
Hilde Krahl, née le 10 janvier 1917 à Brod (Autriche-Hongrie, maintenant Slavonski Brod en Croatie) et morte le 28 juin 1999 à Vienne (Autriche), est une actrice autrichienne.

## Biographie

### Au cinéma
- 1936 : Die Puppenfee : Heurigengast
- 1936 : Mädchenpensionat : Gertrud
- 1936 : Lumpacivagabundus : Pepi, Leim's Frau
- 1937 : Serenade : Irene - Burgstallers Nichte
- 1938 : Gastspiel im Paradies : Ellen Lanken
- 1938 : Der Hampelmann : Steffi
- 1939 : Die barmherzige Lüge : Anja Hoster
- 1940 : Der Weg zu Isabel : Isabel
- 1940 : Le Maître de poste (Der Postmeister) : Dunja
- 1940 : Donauschiffer : Anny Hofer
- 1940 : Herz - modern möbliert : Lore Klemm
- 1941 : Les Comédiens (Komödianten) : Philine Schröder
- 1941 : Das andere Ich : Magdalena
- 1942 : Anuschka : Anuschka Hordak
- 1942 : Meine Freundin Josefine : Josefine
- 1943 : Chant de la métropole (Großstadtmelodie) : Renate Heiberg
- 1944 : Träumerei : Clara Wieck Schumann
- 1945 : Das Leben geht weiter : Gundel Martens
- 1949 : Liebe 47 : Anna Gehrke
- 1949 : Das Gesetz der Liebe : Madeleine Frisius
- 1950 : Schatten der Nacht : Elga
- 1950 : Meine Nichte Susanne : Susanne de Montebello
- 1950 : Wenn eine Frau liebt : Monika Pratt
- 1951 : Das Tor zum Frieden : Maria Gebhart, Konzertsängerin
- 1951 : Der Weibsteufel : Marei
- 1951 : Weiße Schatten : Ruth
- 1952 : Le Cœur du monde (Herz der Welt) : Bertha von Suttner
- 1952 : Vienne, premier avril an 2000 : President of the Global Union
- 1953 : Die Venus vom Tivoli : Anina Wiedt
- 1954 : La Mouche (Die Mücke) : Vilma
- 1954 : Hochstaplerin der Liebe : Madame
- 1954 : Le Beau Danube bleu (Ewiger Walzer) : Henrietta Treffz
- 1955 : Des enfants, des mères et un général (On oublie toujours les mères) : Helene Asmussen
- 1955 : Eine Frau genügt nicht? : Maria Vossberg
- 1955 : Le Secret d'une doctoresse : Dr. Gerda Maurer
- 1956 : Nacht der Entscheidung : Claire Vernon
- 1956 : Mein Vater, der Schauspieler : Christine Behrendt
- 1960 : Das Glas Wasser : Lady Churchill, Duchess of Marlborough
- 1962 : 90 Minuten nach Mitternacht : Helen Elgin
- 1963 : Heute kündigt mir mein Mann : Anneliese Paulsen
- 1994 : Die Irre von Chaillot : Die Irre

## Récompenses et distinctions
- Commandeur de l'ordre du Mérite de la République fédérale d'Allemagne
- Médaille Kainz